# Гільда Ціммерман
Гільда (Вундсам) Ціммерман (нім. Hilde Zimmermann, уроджена нім. Wundsam; 12 вересня 1920, Відень — 25 березня 2002, Відень) — політична активістка, учасниця австрійського руху Опору, колишня ув'язнена концтабору Равенсбрюк у Німеччині, яка пережила марш смерті.

## Із біографії
Народилась у робітничій родині, що мешкала в поселенні Кагран. Батько — залізничник, член Соціал-демократичної партії Німеччини, мати працювала в освітній секції цієї ж партії. З 1930 року Гільда часто супроводжувала матір на політичні зустрічі.

## Роки Другої світової війни
У 1939 році Гільда та її брат Отмар були заарештовані після того, як поліція знайшла в будинку під час обшуку комуністичні листівки. Брат, якому виповнилося 17 років, взяв на себе відповідальність і був затриманий на дев'ять місяців, Гільда була звільнена через вісім днів.
У 1941 році вона почала вивчати скульптуру в Академії образотворчих мистецтв (Відень), де й навчалася до арешту в березні 1944 року.
Серпень 1944 року — після кількох місяців ув'язнення в гестапо потрапила до жіночого концентраційного табору Равенсбрюк. Як політична ув'язнена знайшла підтримку в товаришів з Відня й була призначена працювати в офісі. З часом у таборі приєдналася до австрійсько-німецької вокальної групи. Спів допоміг Гільді залишатися людиною в середовищі, що вимагало від неї жорстокості.
Наприкінці квітня 1945 року війська СС почали евакуацію концтабору. Ув'язнені покидали табір пішки. Примусовий марш бранців завершився високою смертністю. Гільді з товаришкою вдалося втекти до лісу. Після двох днів переховування і блукання, 1 травня вони повернулися до табору, який на той час був звільнений Червоною Армією. Гільда повернулася до Відня в липні 1945 року.

## Шлюб і сім'я
До арешту в 1944 році, на демонстрації комуністичної молоді Гільда зустріла свого майбутнього чоловіка, австрійця Гаррі Ціммермана. У 1950 році вони одружилися. Гільда спробувала продовжити свое раптово перерване художне навчання в Академії образотворчих мистецтв (Відень), але відчувала себе некомфортно в колі набагато молодших студентів.
Після народження дитини покинула Академію та присвятила себе родині. Протягом наступних кількох років займалася домогосподарством. Подружжя виховувало трьох дітей, двох синів і одну дочку. Коли діти подорослішали, Гільда Ціммерман почала працювати як дизайнер окулярів для Christian Dior, Vienna Line, Carrera, Lanvin, Cartier. Крім того, вона продовжувала вивчати скульптуру і працювала у приватній студії.

## Повоєнний час
У 1947 році стала співзасновницею австрійського табірного співтовариства Ravensbrück (ÖLGR), яким опікувалася все життя.
У кінці 50-х років на території колишнього табору був створений «Національний меморіальний комплекс Равенсбрюк». Комендатура, будівля з камерами для ув'язнених, крематорій, дорога до озера Шведтзее, частина табірної стіни були включені в меморіальний комплекс як оригінальні об'єкти. Гільда була в складі робочої групи.
У 1960 році Гільда — одна з керівників проекту австрійського табірного співтовариства. Колишні жінки-ув'язнені оформили виставку-подорож про концентраційний табір Равенсбрюк. Виставка була відкрита в Відні, учні 75 віденських шкіл відвідали її в рамках вивчення історії. Протягом п'яти років виставку можна було побачити в багатьох містах та муніципалітетах Австрії. За збереженням матеріалів спостерігали жінки, колишні ув'язнені, у тому числі й Гільда Ціммерман.
У 1985 році, під час повені, частина комплексу були зруйнована. Виникла потреба редизайну австрійської меморіальної кімнати. Ціммерман знову очолила робочу групу, і меморіальна кімната, яка значною мірою зберегла концепцію першої виставки, відкрилася восени 1986 року.
У 90-х роках Гільда запросила молодих жінок приєднатися до табірного співтовариства. З 1995 року жінки наступного (молодого) покоління стали членами асоціації та підтримували жінок Равенсбрюка в реалізації певних завдань.
У 1999 році Гільда Ціммерман взяла участь у тривалій серії інтерв'ю з Бригіттою Халбмайер для відеоархіву Равенсбрюка (Інститут досліджень конфліктів). Проект мав назву «Від життя та шляхів виживання до Равенсбрюка».
У 1999 році — нова гастрольна виставка, і Ціммерман допомагає знову. Виставка була показана у Відні, а потім здійснила багаторічну подорож по всій Австрії. Гільда все ще брала участь у роботі виставки й частково її супроводжувала. Подорож виставки була завершена у 2003 році вже без неї.